# SABRINA NO HEAVEN
『SABRINA NO HEAVEN』（サブリナ・ノー・ヘヴン）はthee michelle gun elephantのミニアルバムである。2003年6月21日に発売。また、最後のオリジナルアルバムでもある。

## 解説
- 2003年3月に発売されたアルバム「SABRINA HEAVEN」と対を成す位置付けとされ、同時期にレコーディングされた。本作品はHDCDにて収録されている。
- 「SABRINA HEAVEN」と今作を2枚に分けてリリースした理由をチバは「2枚組のCDとかって、やっぱ全部聴かないからさ」とJAPAN COUNTDOWNのインタビューで語っている。
- 収録曲は6曲とミニアルバム並みだが、チバは「ミニアルバムとは思っていない」「ただ曲数が少ないだけ」と発言している。「SABRINA HEAVEN」同様、収録曲には前年のツアーやライブで既に披露されていた楽曲も存在する。
- 同日にインディーズ・レーベルである「TRIPPIN' ELEPHANT RECORDS」から「Girl Friend」がリリースされた。

## 収録曲
| 全作詞・作曲: YUSUKE CHIBA、全編曲: THEE MICHELLE GUN ELEPHANT。 |                                          |              |              |      |
| #                                                                | タイトル                                 | 作詞         | 作曲・編曲   | 時間 |
| 1.                                                               | 「チェルシー」                           | YUSUKE CHIBA | YUSUKE CHIBA | 7:39 |
| 2.                                                               | 「ミッドナイト・クラクション・ベイビー」 | YUSUKE CHIBA | YUSUKE CHIBA | 3:39 |
| 3.                                                               | 「デッドマンズ・ギャラクシー・デイズ」   | YUSUKE CHIBA | YUSUKE CHIBA | 3:52 |
| 4.                                                               | 「水色の水」                             | YUSUKE CHIBA | YUSUKE CHIBA | 6:40 |
| 5.                                                               | 「PINK」                                 | YUSUKE CHIBA | YUSUKE CHIBA | 4:40 |
| 6.                                                               | 「夜が終わる」(インスト曲)               | YUSUKE CHIBA | YUSUKE CHIBA | 5:19 |
| 合計時間:                                                        | 合計時間:                                | 31:49        |              |      |

## 楽曲解説
1. チェルシー
2002年に行われた「Where is Susie? TOUR」で既に披露されていた曲。
2. ミッドナイト・クラクション・ベイビー
『ミュージックステーション』（テレビ朝日）に出演した際、生放送中に出演を放棄したt.A.T.uの代わりに急遽演奏された曲。
3. デッドマンズ・ギャラクシー・デイズ
全身血まみれになって演奏するPVが話題となった。白黒の自主規制バージョンの2パターンが存在する。チバはJAPAN COUNTDOWNのインタビューで血まみれになった理由を聞かれ「(監督である)番場君が『血まみれになって下さい』って言ったから」と答えている。
この曲で「ミュージックステーション」に初出演した。
4. 水色の水
2002年に行われた「Where is Susie? TOUR」で披露されていた楽曲であり、シングル「太陽をつかんでしまった」の初回盤DVDで既に音源化されていた。
5. PINK
6. 夜が終わる
インスト曲。前作「SABRINA HEAVEN」に収録された「NIGHT IS OVER」のバージョン違い。